# Ariel Salleh
Ariel Salleh (Australia, 1 de enero de 1944) es una socióloga australiana que escribe sobre las relaciones entre la humanidad y la naturaleza, la ecología política, los movimientos de cambio social y el ecofeminismo.

## Trayectoria
Salleh es miembro fundadora de Global University for Sustainability, proyecto creado en el transcurso del Foro Social Mundial celebrado en Túnez en 2015,  y con base en Hong Kong. También ejerce como profesora invitada en la Facultad de Humanidades de la Universidad Nelson Mandela, Sudáfrica. Profesora adjunta honoraria de economía política en la Facultad de Ciencias Políticas y Sociales de la Universidad de Sídney, Australia y Miembro Senior en sociedades de pos-crecimiento en la Universidad Friedrich Schiller de Jena, Alemania. Enseñó durante varios años ecología social en la Universidad de Western Sydney y ha impartido numerosas conferencias, incluida la Universidad de Nueva York; ICS Manila; Universidad de York, Toronto; Lund; Liubliana y la Universidad de Pekín.
La posición teórica de Salleh se desarrolla en los libros: Ecofeminism as Politics: nature, Marx, and the postmodern (2017/1997) y Eco-Sufficiency & Global Justice: Women write Political Ecology (2009). Así mismo cuenta con unas 200 colaboraciones y artículos en diversas publicaciones como;  en el Journal of World Systems Research (Estados Unidos), Globalizations (Reino Unido), Enviromental Ethics (Estados Unidos), Arena (Australia), New Left Review (Reino Unido), Organizations & Enviroments (Estados Unidos), Enviromental Politics (Reino Unido) y The Commoner (Reino Unido), además de reimpresiones y traducciones de antologías.
Su análisis interdisciplinario es fundamental para la ecología política como un estudio emergente de las relaciones entre la humanidad y la naturaleza. El enfoque, un materialismo encarnado, enfatiza la economía política del trabajo reproductivo o regenerativo en el sistema mundial. Al reubicar el valor en las habilidades locales de cuidado cotidiano y los conocimientos indígenas, Salleh reconsidera la justicia social y sostenibilidad en asuntos  como el cambio climático y la economía verde neoliberal, y sus escritos actualmente se centran en la integración de los discursos de la política ecológica.
Salleh ejemplifica el argumento marxista de que la praxis es esencial para la teoría política fundamentada. Su trabajo se basa en la experiencia práctica en políticas antinucleares, captaciones de agua, protección de la biodiversidad y el apoyo a las alternativas comunitarias eco-sostenibles de mujeres de Asia y el Pacífico. Ha sido gobernadora del Comité de Investigación para el Medio Ambiente y la Sociedad de la Asociación Sociológica Internacional y miembro del Comité de Ética de Tecnología Genética del Gobierno Federal de Australia. Forma parte de varios consejos editoriales y es editora fundadora de la revista estadounidense Capitalism Nature Socialism.
Salleh trabaja en el diálogo entre defensores de la política ecofeminista y ecosocialista. Sus publicaciones han abordado este terreno desde principios de la década de 1980 y fue signataria del Manifiesto Ecosocialista original.

## Conceptos clave

### Materialismo encarnado
En contraste con los ecofeminismos idealistas provenientes de la filosofía y los estudios culturales, el análisis materialista de Salleh se acerca más al de las sociólogas Maria Mies en Alemania y Mary Mellor en el Reino Unido. El trabajo reproductivo y su valor de uso económico son los temas centrales. En su libro Ecofeminism as Politics Salleh describe el alcance de un feminismo materialista encarnado, ofreciendo un análisis transdisciplinario de las raíces profundamente sexistas de la cultura patriarcal capitalista. En su trabajo elabora una de las primeras declaraciones ecosocialistas, aunque a menudo no se reconoce como tal debido a su marco feminista.

### Contradicción originaria
Al teorizar en la crisis ecológica contemporánea, Salleh argumenta que todos "los humanos son la naturaleza encarnada". Sin embargo, desde los tiempos patriarcales precapitalistas y en adelante a través de la revolución científica europea hacia la modernidad, los roles de hombres y mujeres se han construido de manera diferente con respecto al metabolismo de las sociedades humanas dentro de la naturaleza. En este imaginario, se ha dicho que los hombres representan a la Humanidad y la civilización, ya que las mujeres y más tarde los pueblos indígenas,  son "otros" como "más cercanos a la naturaleza". Salleh rastrea los múltiples impactos cotidianos de esta "contradicción originaria". Incluyen el suministro instrumental de mano de obra (extracciones de los cuerpos de las mujeres en primera instancia, luego de las etnias colonizadas) "como naturaleza", mientras que la ideología eurocéntrica de la "humanidad sobre la naturaleza" se utiliza para justificar esa jerarquía sistémica de explotación.

### Jerarquía de la deuda
Las sociedades globalizadas están divididas por políticas de identidad, ya que cada estrato del imaginario patriarcal capitalista argumenta su interés singular a través del activismo del movimiento. El análisis materialista de Salleh explica cómo están interrelacionados políticamente. Su explotación estructural en la jerarquía de apropiación es a la vez única y parte de un sistema multifacético de extracción de energía y, por tanto, de endeudamiento. El libro de Salleh Eco-Sufficiency & Global Justice introduce este análisis y posteriormente lo desarrolla como un sistema de 6 deudas, proporcionando un denominador común para los trabajadores, decolonialidad, mujeres, jóvenes, flora y fauna y bienestar planetario. Cada deuda representa una reducción termodinámica, un intercambio ecológico violentamente desigual en la raíz de las sociedades modernas.

### La clase meta-industrial
La integración de las luchas decoloniales, de mujeres y obreras por la ecología con justicia gira en torno al análisis de Salleh del "trabajo meta-industrial". Siguiendo la inspiración de Karl Marx, ella razona dialécticamente para extender la comprensión de este filósofo del trabajo industrial a los conocimientos prácticos de las mujeres, los proveedores domésticos, los pequeños agricultores y los cazadores-recolectores. Al unir la ecología con la economía, destaca la forma en que el trabajo meta-industrial satisface las necesidades sociales y corporales al mismo tiempo que sostiene los procesos naturales. Esta forma de aprovisionamiento contrarresta directamente la degradación entrópica o la ruptura metabólica provocada por el extractivismo y la industrialización capitalista.

### Valor metabólico
El trabajo meta-industrial, sesgado en cuanto a género y raza, capturado por el capitalismo global, lo subsidia al volver a generar procesos de vida en la naturaleza y en los cuerpos humanos "como naturaleza". Salleh identifica esta "deuda" no reconocida como un "valor metabólico", estrictamente hablando ecológico en lugar de económico, y analíticamente distinto del valor de uso y el valor de cambio. Señalando el sesgo patriarcal tanto en el marxismo ortodoxo como en la política medioambiental, Salleh sostiene que el estrecho enfoque productivista de la izquierda en el valor de uso y de cambio, y la falta de reconocimiento del valor metabólico de los procesos de vida naturales es un obstáculo para la formulación de un eco-socialismo coherente, y a la unidad de los movimientos de base.

### Movimiento de Movimientos
Mientras que la política neoliberal dominante continúa marginando y mercantilizando el trabajo meta-industrial, Salleh insta a los activistas políticos a abrazar las habilidades de conocimiento incorporado de los meta-industriales y aprender de su epistemología empírica y ciencia vernácula. Ella sostiene que la unidad mundial del trabajo meta-industrial - las fuerzas de la reproducción - a través de acciones políticas como los Foros Sociales Mundiales y el Tapiz Global de Alternativas, es esencial para construir una Democracia de la Tierra pluriversal y afirmadora de la vida.